# Etsy
Etsy är en näthandel/ecommerce där människor runt om i världen nätverkar för att köpa och sälja unika varor. Sidan innehåller över 1 miljon butiker och har drygt 30 miljoner medlemmar. Allt som säljs måste vara antingen över 20 år gammalt, handgjort eller hantverksmateriel.
I oktober 2013 passerade bruttoförsäljningen 1 miljard dollar, 105 miljoner dollar mer än den totala försäljningen över hela 2012.

## Nätverket
Etsy använder sig av en rad olika sociala medier. Det är ett socialt nätverk på det viset att medlemmar skapar sig ett eget användarkonto, där man kan lägga upp en profil med bild och beskrivande text, både köpare och säljare har möjlighet till detta. Sidan är också en form av social konsument då man kan recensera de olika butikernas service, samt ge feedback eller ställa frågor genom personliga meddelanden. Det är även en länkdelningssite, eftersom man genom att browsa genom webbplatsen kan bokmärka enskilda varor och butiker, för att lätt kunna hitta tillbaka till sina favoriter. Den använder sig av kunskapsdelning eftersom administratörerna erbjuder reportage om säljare och tips till potentiella säljare genom bild, text och videotutorials. Vidare finns också bloggar och man kan ingå i olika ”cirklar” för att följa andra medlemmar och se vad de bokmärker för varor och butiker. Butiksägare kan också starta communities och träffas i verkliga livet, och det skapas event av administratörerna för butiksägare att delta i även utanför internet.
Etsy grundades 2005 med huvudkontor i Brooklyn, New York, men kontor finns numera också i Hudson, San Francisco, Berlin, Dublin, London och Toronto.